# Ніка Фінч
Ніка Фінч (нар. 10 лютого 1990, УРСР) — українсько-американська кінопродюсерка, співзасновниця лейблу Younk. Перше ім'я — Вероніка Половко. Членкиня асоціації продюсерів України.

## Біографія
2010 року працювала продюсером проекту «Африканські пристрасті» Студії Савіка Шустера, що отримав ексклюзивні права на трансляцію Чемпіонату світу з футболу 2010.
2012 році Фінч закінчила Ніжинський державний університет імені Миколи Гоголя, бакалавр[джерело?]. Протягом 2010–2015 років навчалася в КІБіТ (бакалавр з ділового управління), 2017–2018 років — у школі Film Connection School (продюсування фільмів та створення сценарію).
2012 року була кінопродюсером проекту «Олімпійські пристрасті» Студії Савіка Шустера (трансляція на НТКУ Олімпійських ігор-2012 у Лондоні).
У 2013 році працювала кінопродюсером рекордлейблу Qashtan Music та Top Media China під керівництвом українського музичного продюсера та композитора Євгена Ступки[джерело?].
2015 року переїхала до Сан-Франциско, а вже 2016 року заснувала розважальне агентство ART LAB AGENCY.
Ніка — співзасновниця YOUNK. Вона продюсує для лейблу виробництво відеокліпів.

## Нагороди
- «Azary — Хипстер в любви» у номінації «Кращий український відеокліп 2014», видана Асоціацією продюсерів України[4].
- «Почесна нагорода за особисте досягнення» (2017) — видана Асоціацією кіноіндустрії України і Асоціацією продюсерів України[3].
- «Wanna Be Younk — 7EVER & SID WILSON (Slipknot)» — номінація «Кращий міжнародний відеокліп 2018», видана Асоціацією продюсерів України і Асоціацією менеджменту і аудіовізуальних прав[4]; номінація «Кращий відеокліп 2019», видана Feel The Reel International Film Festival; номінація «Кращий відеокліп 2019», видана Top Short Film Festival[1].
- «Get Off Screen — «Кращий короткометражний фільм 2019 року» — видана Асоціацією кіноіндустрії України і Асоціацією продюсерів України[3]; «Кращий короткометражний фільм травня 2019» — фестиваль «Crown Wood International Film Festival»[5].

## Роботи
В якості першого асистента режисера Шона Маккарті для J.P. Morgan Ніка Фінч створила інтерв'ю з Джо Байденом і навчальний короткометражний фільм з Ен Войцицьки (керівницею 23andMe) на конференцію «Health Conference».
У співпраці з режисером Генрі Ліпатовим Ніка Фінч як продюсер створила низку кліпів «Wanna Be Younk» (виконавці 7EVER & SID WILSON та Slipknot); «Bad Boy», «Hey Baby» (виконавці Tungevaag & Raaban, для Sony Music Entertainment) та інші.
Із режисером Санджаною ДеСільвою зняла кліп «Riding in Cars with Strangers» (режисер Санджана ДеСільва).
Як продюсер кіно, Ніка Фінч створила соціальну короткометражку «Get Off Screen» (режисер Влад Акушевич).
Інші окремі проекти:
- «Put Cancer To The Test» — реклама для «Genomics Health»
- «Alina Skincare» — реклама для «Alina Skincare»
- «Хипстер в любви» — виконавець Azary.
- «Вскрытие» — співачка Nelson.